# Ahmed Ben Mansour Nejjaï
Pour les articles homonymes, voir Mansour.
Ahmed Ben Mansour Nejjaï est un homme politique marocain.
Il a notamment été ministre de l'Agriculture dans le gouvernement Bekkay Ben M'barek Lahbil.